# Kimiko Gelman
Kimiko Gelman (Nueva York, 20 de febrero de 1966) es una actriz estadounidense. Es conocida por ser una de las protagonistas de la serie de televisión Rags to Riches de 1987 a 1988, donde interpretó el papel de Rose. Ha aparecido en numerosas series de televisión como CSI: Miami, Providence, The West Wing, Beverly Hills 90210 y Chicago Hope. Participó en la película Los juegos del hambre como Venia, miembro del equipo de preparación de Katniss Everdeen. Además, Gelman ha actuado en numerosas producciones teatrales en los Estados Unidos.
Kimiko es nieta del artista estadounidense Aaron Gelman.